# Kościół Garnizonowy śś. Piotra i Pawła w Słobódce pod Prużanną
Kościół Garnizonowy śś. Piotra i Pawła w Słobódce pod Prużanną – kościół garnizonu Prużana (kоszar аrtyleryjskich im. Romualda Traugutta) w Kolonii Słobódka pod Prużaną, ob. wieś w gminie wiejskiej Prużana, w obwodzie brzeskim Republiki Białorusi. Kościół rzymskokatolickiej parafii wojskowej p.w. ŚŚ. Piotra i Pawła, przynależnej dekanatowi brzeskiemu ordynariatu polowego II Rzeczypospolitej, wzniesiony ok. 1937 r., nieczynny po 1939 r., rozebrany ok. 1971–1976.

## Historia garnizonu i koszar
Historia prużańskiego garnizonu i koszar sięga lat 90. XIX w. W 1894 z rozkazu cara Mikołaja II została tu rozlokowana 38. brygada artyleryjska 38. Dywizji Piechoty Imperium Rosyjskiego, zasłużona w wojnie rosyjsko-tureckiej 1877–1878. Pod budowę koszar zakupiono obszerną leśną działkę, należącą do folwarku Izabelin Włodzimierza Trębickiego z Linowa. Na rosyjskich mapach przełomu XIX i XX w. miejsce nazywane jest koszarami artyleryjskimi (kazarmami). 27 lutego 1900 koszary otrzymały nazwę Michajłowski Sztab, upamiętniając imię wielkiego księcia Michała Mikołajewicza, głównodowodzącego artylerii Imperium. Do 1914 r. Michajłowski Sztab stał się dużymi koszarami, przeznaczonymi ogółem dla ok. 1500 osób, z pełnym zapleczem gospodarczym i placem ćwiczeń. Budynki koszarowe w regularnym układzie wzniesiono według planów typowych. Większość tej architektury została rozebrana na początku lat siedemdziesiątych XX w., wraz z budową nowego miasteczka wojskowego. W 1896 r. na potrzeby garnizonu wzniesiono tu prawosławną świątynię p.w. św. Mikołaja Cudotwórcy. Drewniana cerkiew została ulokowana przy centralnym placu koszar.
Brygada armii carskiej opuściła koszary 8 sierpnia 1914. Po zajęciu przez Niemców kompleks został przemianowany na „Pruzany Lager”. Od września 1915 do lutego 1919 stacjonowało tutaj pięć batalionów wojska niemieckiego i austriackiego, m.in. urządzono tu szkołę oficerską, następnie obóz internowanych, a po zakończeniu wojny krótko działał w tym miejscu obóz dla uciekinierów z sowieckiej Rosji. Śladem tego okresu jest cmentarz wojenny z 1915–1918, ulokowany w lasku na wsch. obrzeżu dawnych koszar.
Po zakończeniu wojny bolszewickiej w 1921 r. w zdewastowanym kompleksie rozlokowano 20. Pułk Artylerii Lekkiej Wojska Polskiego, a w 1924 r. także 25. Pułk Ułanów Wielkopolskich. Uzyskał on wówczas nazwę kоszar аrtyleryjskich im. Romualda Traugutta, inaczej zw. garnizonem Prużana. Układ zabudowań koszarowych rozwijał regularny schemat carskich koszarów. Koszary posiadały infrastrukturę samodzielnego miasteczka. Większość nowych lub zrekonstruowanych budynków wzniesiono z drewnianych bali wstawianych w konstrukcję nośną z cegły i tynkowano wewnątrz. Centrum kompleksu stanowił rozległy plac wykorzystywany do celów reprezentacyjnych, przy którym pozostał budynek dawnej cerkwi. Ok. 1937 r. przy placu wzniesiono też kościół rzymskokatolicki.
Ogółem w garnizonie stacjonowało ok. 800 żołnierzy z rodzinami. Dla zabezpieczenia części gospodarczej na obrzeżu garnizonu, w Słobódce, aktywnie osiedlano kolonistów.
We wrześniu 1939 żołnierze zostali przerzuceni do wojny obronnej na zachód. Nocą z 17 na 18 września z koszar ewakuowano rodziny, a 19 września do koszar wkroczyły wojska radzieckie. Wówczas kolonia Słobódka zmieniła nazwę na Koszarka.
Po II wojnie na terenie koszarów stacjonowały radzieckie wojska rakietowe. Na początku lat siedemdziesiątych XX w. podjęto przebudowę miasteczka wojskowego, wtedy też rozebrano budynek kościoła. Baza została zlikwidowana w 1988 r.

## Historia kościoła garnizonowego
Wraz z rozlokowaniem w 1921 r. w dawnych carskich koszarach polskiego wojska pojawił się problem zorganizowania tu świątyni rzymskokatolickiej. Na potrzeby garnizonu została ustanowiona parafia wojskowa przynależna dekanatowi brzeskiemu ordynariatu polowego. Otrzymała ona wezwanie śś. Piotra i Pawła. Do celów liturgii tymczasowo przejęto cerkiew Św. Mikołaja Cudotwórcy. 
W 1923 r. ówczesny proboszcz prużańskiego kościoła p.w. Wniebowzięcia Najśw. Marii Panny podjął próbę rewindykacji gmachu świątyni z 1857 r. stojącej przy rynku w Prużanie, po 1864 r. przekazanej Cerkwi. Postulował, by po odzyskaniu budowli przenieść do niej parafię, a użytkowany kościół parafialny z 1881–1883 przeznaczyć dla wojska. Rewindykacji jednak nie przeprowadzono.
Ostatecznie w garnizonie dawna cerkiew służyła do potrzeb liturgii rzymskokatolickiej do konsekracji wzniesionego tam kościoła. Wówczas cerkiew zwrócono prawosławnym.
Budowę drewnianego kościoła podjęto najwcześniej w 1937 r. Do jego wzniesienia przyczynił się ówczesny komendant garnizonu płk Witold Morawski oraz nowo powołany proboszcz, kpt. Władysław Malawski. Kościół został poświęcony przez bpa polowego Wojska Polskiego, Józefa Feliksa Gawlinę.
Po wkroczeniu wojsk radzieckich do prużańskiego garnizonu we wrześniu 1939 wkrótce rozebrano cerkiew, a kościół przerobiono na dom kultury. Budynek otynkowano, zabudowano otaczające go podcienia, które przekształcono w przybudówki skomunikowane z korpusem. Ok. 1971–76 został rozebrany, a na jego miejscu wystawiono pomnik artylerzystów.

## Architektura kościoła i jej wartości artystyczne
Drewniana budowla konstrukcji zrębowej, wzmocniona lisicami, została ustawiona na kamiennej podmurówce. Uzyskała prostokątny sześcioprzęsłowy korpus z dostawionym węższym, zamkniętym trójbocznie prezbiterium. Okna zamknięte były trójbocznie. Elewacje ujmował wydatny okap. Otoczone były niskimi podcieniami (sobotami) wspartymi na zaciosowo rzeźbionych słupach z mieczami. Na osi fasady znajdował się ganek, górą dwubocznie wypiętrzony, w partii szczytu szalowany w szachownicę. Korpus wieńczył wysoki dwuspadowy dach kryty gontem, z oktogonalną wieżyczką na sygnaturkę ze smukłym ostrosłupowym hełmem. Wewnątrz korpus był zapewne podzielony słupami na trzy nawy, jednak brak przekazów na temat wyglądu i wyposażenia wnętrza.
Wśród 16 drewnianych świątyń wzniesionych w woj. poleskim w latach międzywojennych brakuje bezpośrednich analogii do kościoła garnizonowego w Słobódce. Pozostaje dziełem anonimowym, podobnie jak cztery inne drewniane świątynie zbudowane na Polesiu na potrzeby wojska i przy udziale Korpusu Ochrony Pogranicza (w Leninie (1935), Sienkiewiczach (1938–39), Wojtkiewiczach i Rubryniu).
Skromna bryła budowli odwoływała się do szeroko pojętej polskiej tradycji drewnianego budownictwa sakralnego, stanowiąc kolejną, znamienną dla czasu swego powstania, wariację „stylu swojskiego”. Z gamy motywów „swojskich” wybrane tu zostały podcienia (tzw. soboty), smukła wieżyczka na sygnaturkę i stromy gontowy dach. Zastosowany w szczycie elewacji frontowej ozdobny szalunek, tworzący wzór szachownicowy, nadawał jej efekt ornamentu art déco.